# Trzmielina pospolita

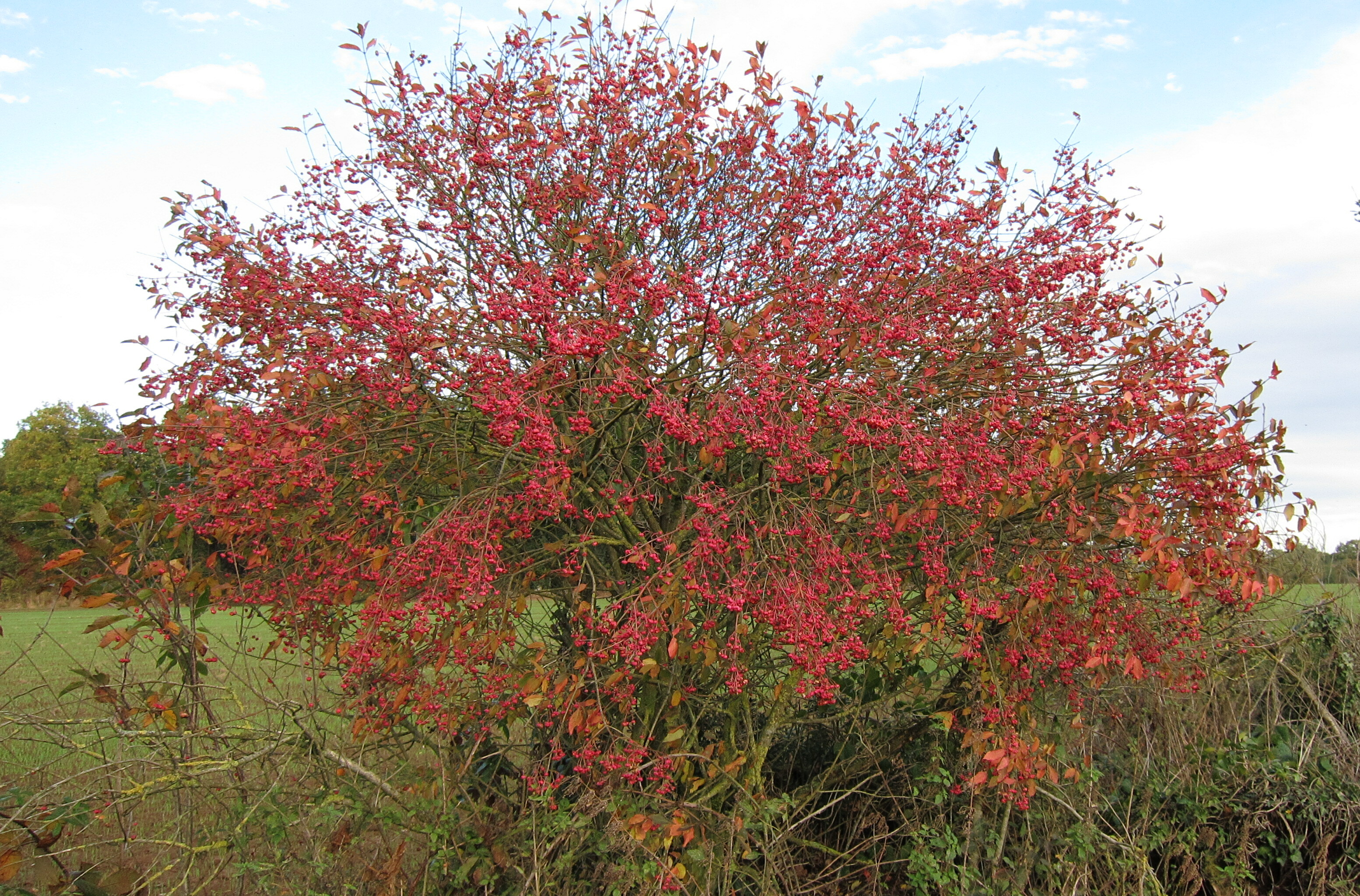
Trzmielina w czasie owocowania

Trzmielina pospolita, t. zwyczajna (Euonymus europaeus L.) – gatunek krzewu należący do rodziny dławiszowatych (Celastraceae). Występuje w Europie i zachodnich krańcach Azji, w Polsce jest dość pospolity na całym obszarze. Rośnie na siedliskach żyznych i wilgotnych, w lasach i zaroślach. Jest rośliną trującą. Trzmielina wykorzystywana jest jako roślina ozdobna. Drewno cenione jest w tokarstwie i snycerstwie oraz służy do wyrobu węgla drzewnego używanego jako węgiel rysunkowy, a dawniej też jako surowiec do produkcji prochu czarnego. Roślina stosowana była jako lecznicza, barwierska, a kora z korzeni stanowiła surowiec do produkcji gutaperki.

## Rozmieszczenie geograficzne
Zwarty zasięg gatunku obejmuje rozległą część Europy – od Pirenejów po południową Rosję, na północy obejmuje Wyspy Brytyjskie, południową Norwegię i Szwecję, na południu Półwysep Apeniński i Bałkański. Nieliczne stanowiska ma w północnej części Półwyspu Iberyjskiego, na Korsyce, Sardynii, Sycylii, północnej Azji Mniejszej. Trzmielina ta rośnie poza tym w regionie Kaukazu. W Polsce pospolita jest niemal na całym obszarze, lokalnie bywa nieco rzadsza, np. na północnym Mazowszu, Żuławach Wiślanych, w Puszczy Goleniowskiej oraz w wyższych górach.
W obrębie zasięgu rośnie z różną częstością, lokalnie bywa bardzo pospolita, jednak na ogół (np. w kontynentalnej Europie) rośnie w rozproszeniu, niezbyt licznie (w Polsce też opisywana jest jako „rzadko spotykana w większych ilościach”). Na obszarach górskich sięga około 1000 m n.p.m. w Hiszpanii oraz w Azji, ponad 1200 m n.p.m. w Tyrolu i 1300 m n.p.m. na Sycylii. W Polsce nie przekracza 800 m n.p.m.
Jako gatunek introdukowany i inwazyjny rośnie na Tasmanii, w Nowej Zelandii, w Ameryce Północnej, w Azji Środkowej.

## Morfologia
PokrójGęsto rozgałęziony krzew w górnej części, o koronie rozłożystej, u dołu słabo rozgałęziony, stąd krzew jest zwykle jedno- lub kilkupędowy, czasem ma też pokrój niewielkiego drzewa (z jednym pniem). Osiąga od 2 do 6, rzadko 8 m wysokości, bardzo rzadko więcej (najwyższe w Polsce okazy miały 12 m wysokości i 127 cm obwodu pnia). Młode pędy są nagie lub krótko owłosione, zielone (nasłonecznione pędy bywają brązowe), nieco czworoboczne, czasem z czterema bardzo wąskimi listewkami korkowymi wzdłuż kantów. Kora na starszych pędach jasnoszara, gładka.

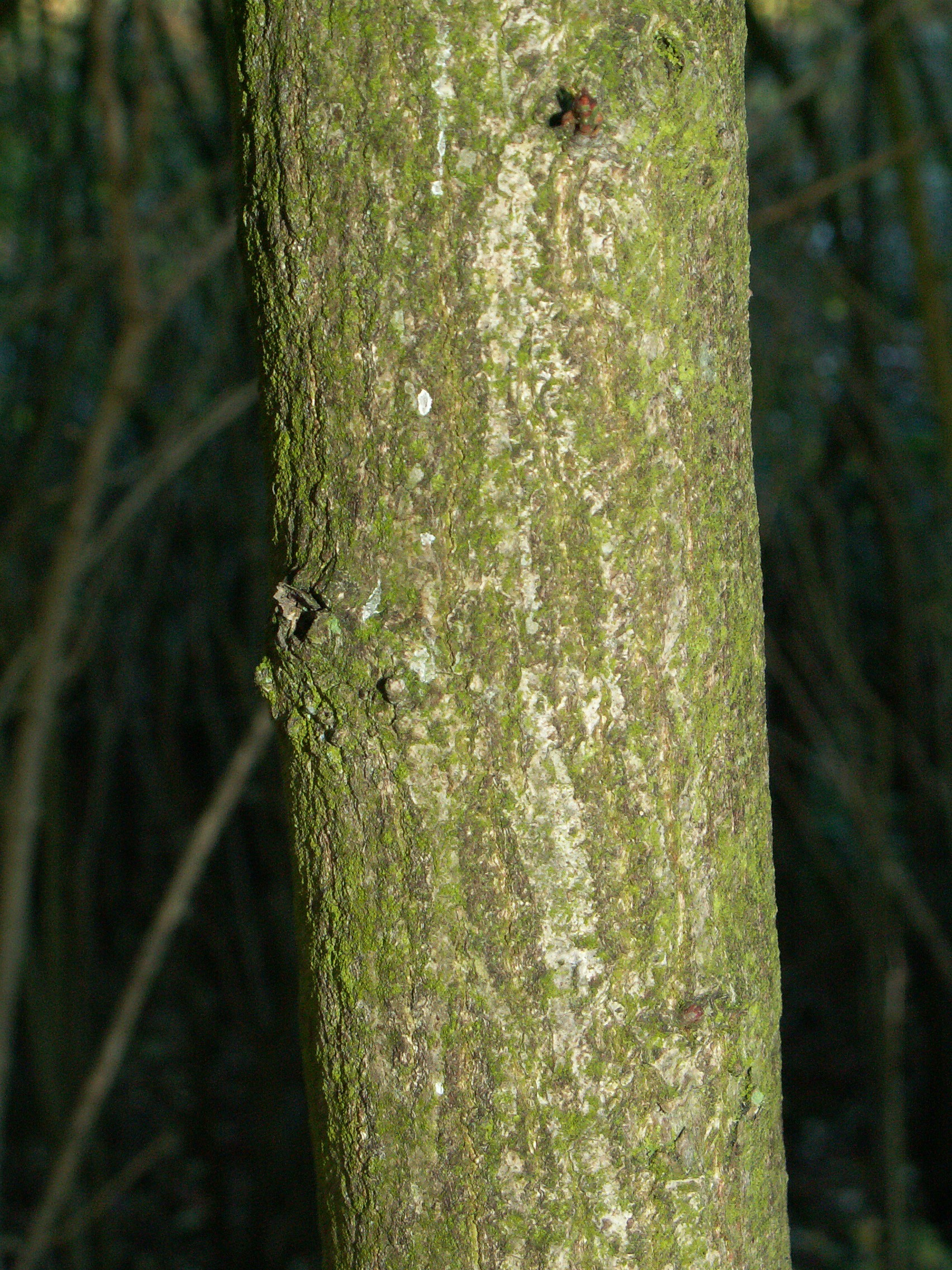
Kora
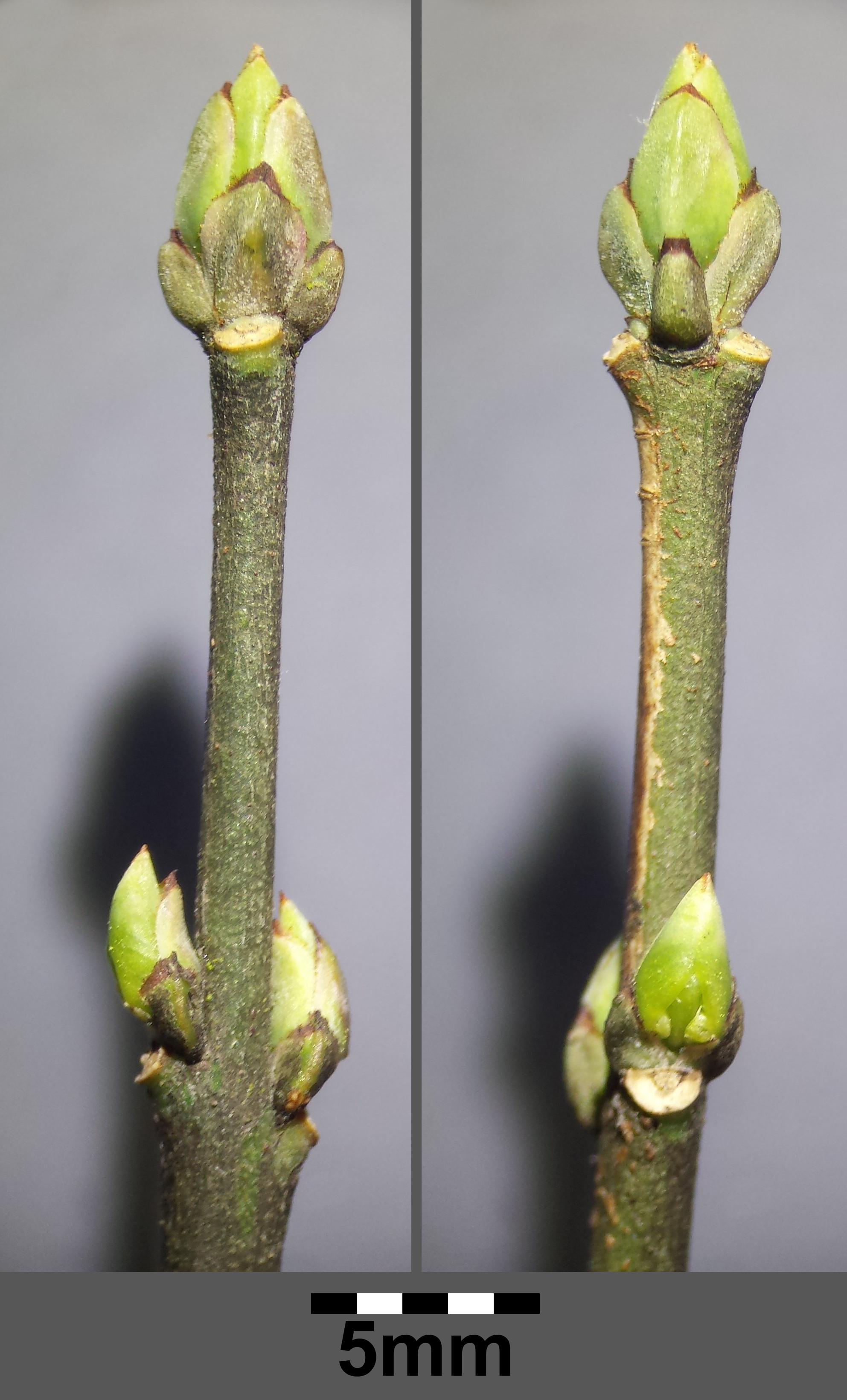
Pędy z pąkami
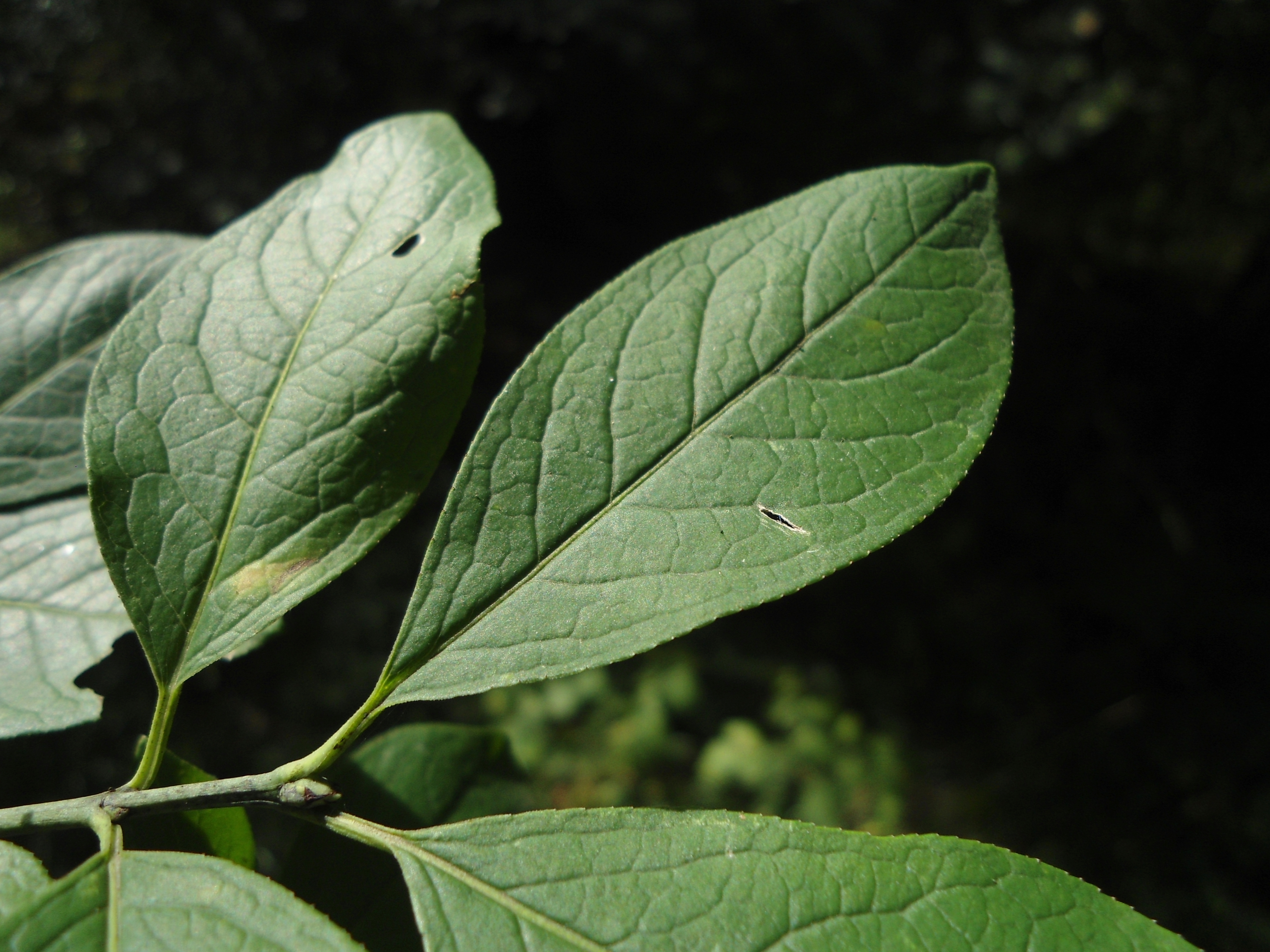
Liście

KorzenieSilnie rozgałęzione, ale stosunkowo płytkie – główna ich masa znajduje się na głębokości 10–15 cm w promieniu do ok. 2 m od pnia. Z korzeni rozwijają się odrosty przez co poszczególne okazy roślin mogą pokryć duże powierzchnie.
PąkiPrzytulone równolegle do pędów, jajowate, zaostrzone, 2–5 mm długości, zielone, z ciemnymi końcami i czasem brzegami łusek, których są 2–4 pary.
LiścieNaprzeciwległe. Ogonek liściowy ma od 6 do 12 mm długości, od góry jest rowkowany. Blaszka jest eliptyczna, na szczycie zaostrzona, u nasady zbiegająca, całobrzega lub drobno karbowanopiłkowana. Osiąga do 8, rzadziej 11 cm długości i ok. 6 cm szerokości i jest naga lub prawie naga. Jesienią liście zabarwiają się na czerwono.
KwiatyZebrane po 3–5, czasem do 10 w dychotomicznie rozgałęziające się wierzchotki. Kwiaty są zazwyczaj czterokrotne, nagie i osiągają średnicę 8–10 mm. Działki kielicha i płatki korony są zielone, żółtawozielone lub białawe i podługowate. Płatki są grubsze od działek. Zalążnia jest wpół dolna i podzielona na cztery komory zawierające po dwa zalążki. Słupek wieńczą cztery łatki znamienia rozchylające się, gdy są gotowe na przyjęcie pyłku. Nitki pręcików są częściowo zrośnięte z zalążnią. Pylniki są żółte. Mimo tworzenia kwiatów z rozwiniętymi pręcikami i zalążnią, niektóre rośliny mają kwiaty funkcjonalnie męskie – owoce rzadko są na nich zawiązywane. Część roślin rozwija z kolei tylko kwiaty żeńskie – ze skróconymi pręcikami, których pylniki nie tworzą pyłku.
OwoceMięsiste torebki barwy intensywnie różowej, rzadziej jaśniejsze do barwy białej włącznie, osiągające do 8–15 mm średnicy. W komorach rozwijają się nasiona całkowicie okryte intensywnie pomarańczową osnówką, stanowiącą ok. połowy masy nasiona wynoszącego od 80 do 130 mg. Po dojrzeniu torebek otwierają się one i nasiona z nich zwisają. Nasiona wraz z osnówką osiągają ok. 5 mm szerokości i 5–7 mm długości (według niektórych źródeł do 10 mm). Nasiona bez osnówki są jajowate, z jednym kantem i zaostrzonym wierzchołkiem, są białawe, z czasem żółknące i matowe.

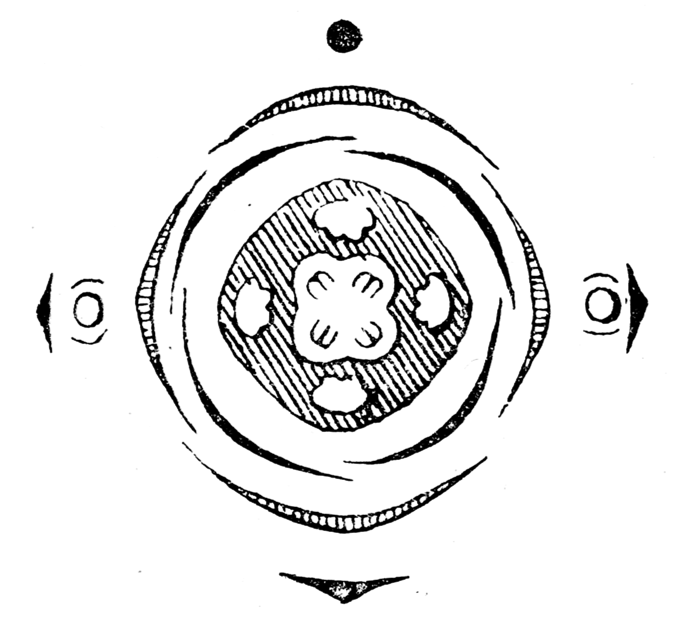
Diagram kwiatowy
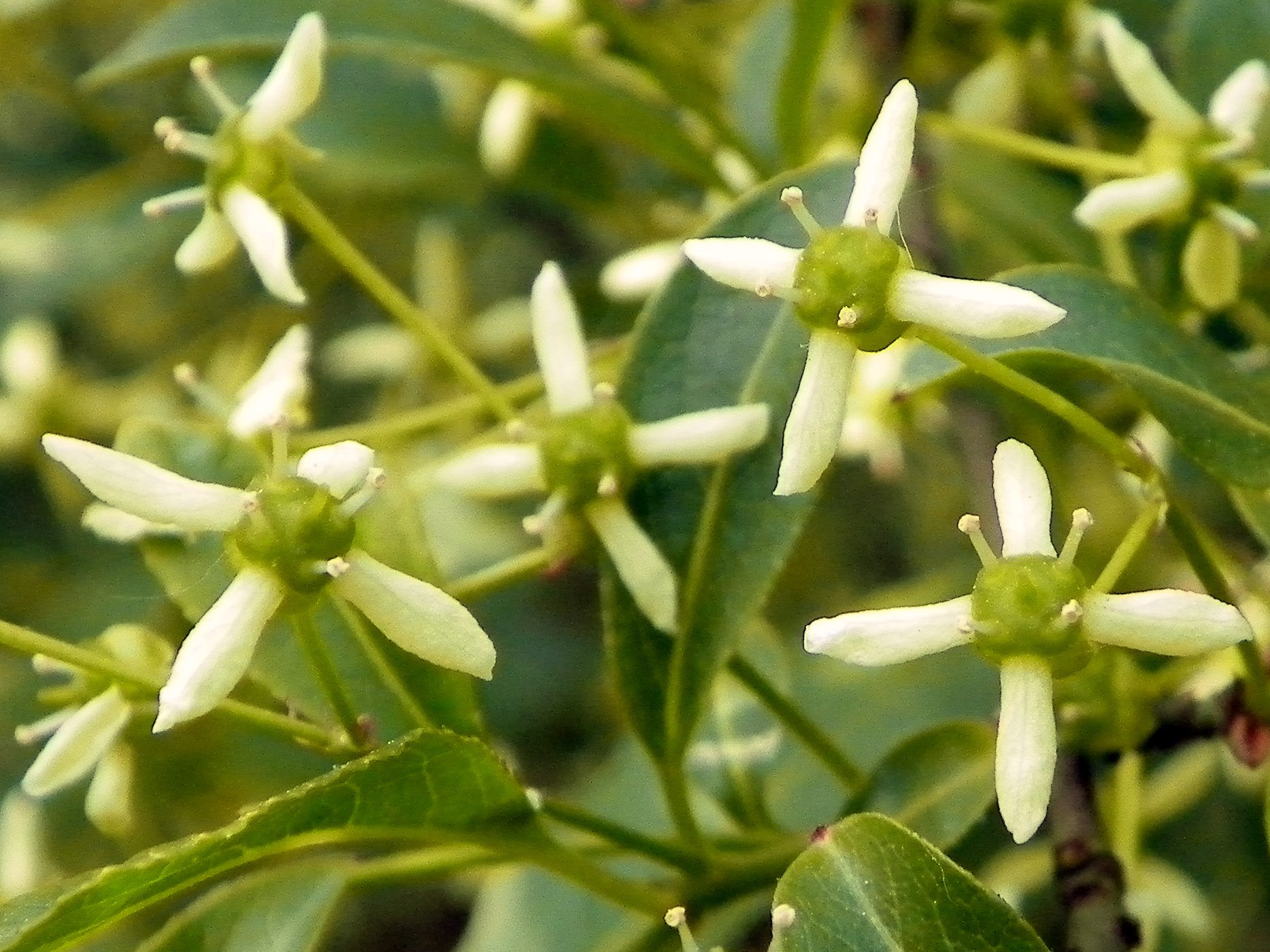
Kwiaty
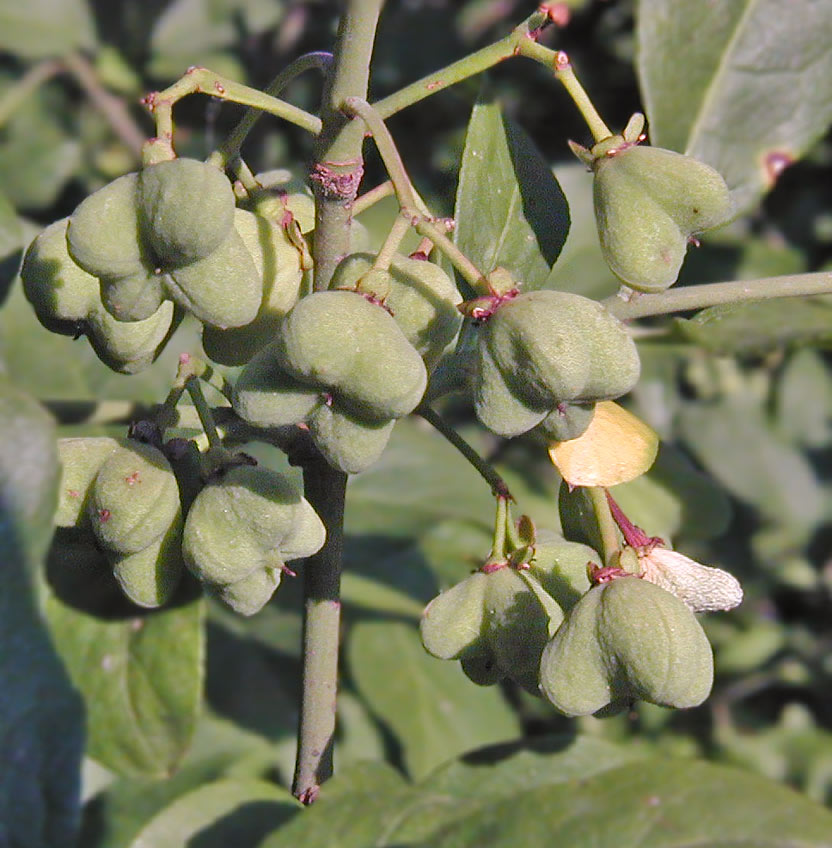
Dojrzewające owoce
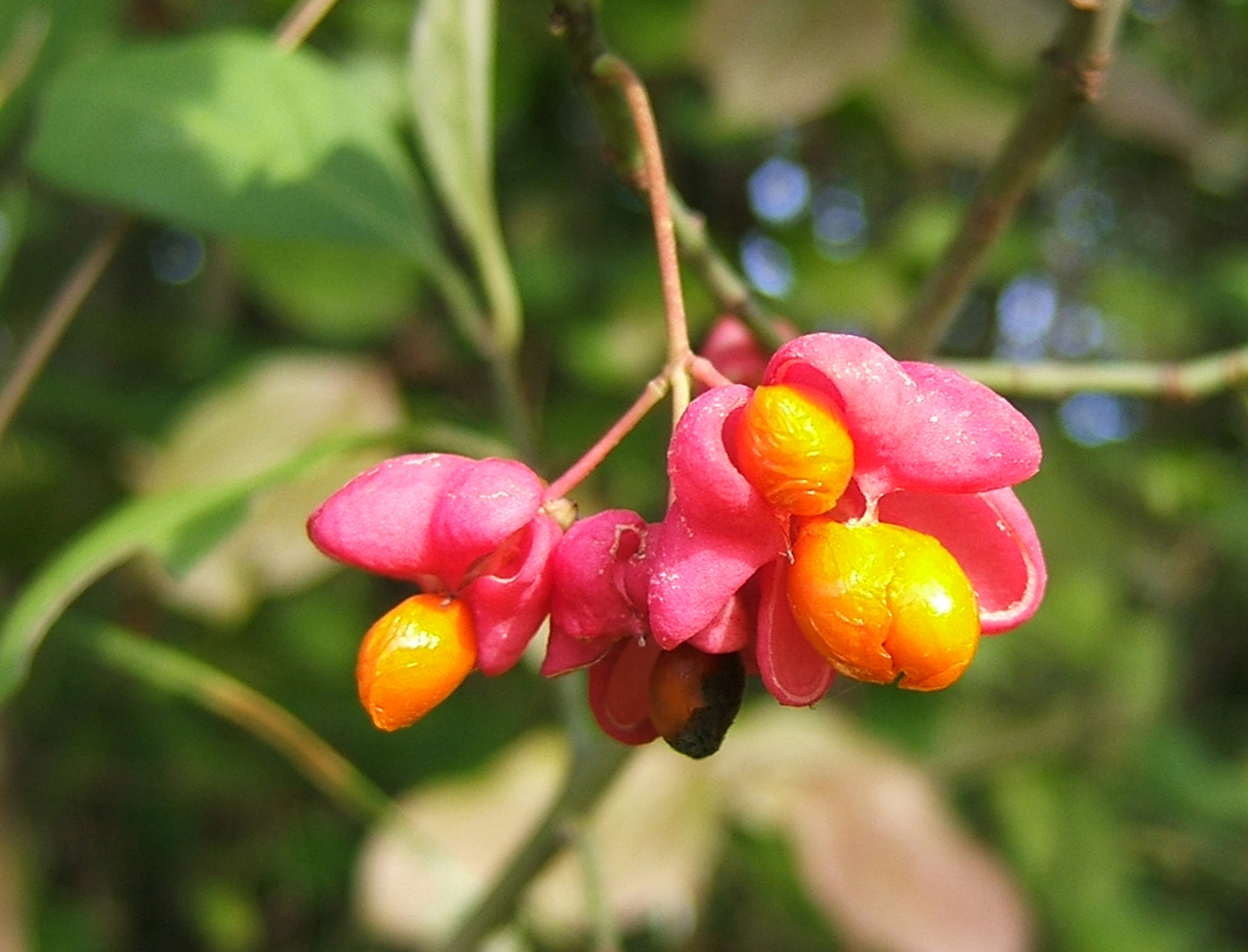
Dojrzałe owoce

## Nazewnictwo
Euonymus to starożytna nazwa grecka u Teofrasta z Eresos oznaczająca oleandra pospolitego. Powstała z przedrostka eu- oznaczającego „dobry, właściwy” oraz słowa ónoma oznaczającego „nazwę, imię”, co tłumaczone jest jako „roślina dobrego/właściwego imienia”. Nazwa ta przeniesiona została na trzmielinę przez Josepha Pittona de Tourneforta i utrzymana przez Karola Linneusza, u którego w Species Plantarum zapisana została w postaci Evonymus. W przeszłości obowiązywał taki zapis ortograficzny greckiego ευ jak w źródle nazwy lub akceptowane były oba warianty (eu- i ev-). Współcześnie, zgodnie z art. 60 międzynarodowego kodeksu nomenklatury botanicznej, obowiązuje zapis Euonymus. Nazwa gatunkowa europaeus oznacza „europejski, rodzimy dla Europy”.
Dawne polskie nazwy zwyczajowe gatunku to: „montwa/mątwa”, „trzmiel/przmiel”, „trzmiel zwyczajny”, „montwa trzmiel”, „trzmielina/przmielina”, „trzmielnica”, z rejonu Kielc także „kuroślepina”. W XIX wieku najczęściej w użyciu była nazwa „trzmielina”, nierzadko z określeniem gatunkowym „pospolita”, i taka nazwa utrwalona została w kolejnych wydaniach w XX wieku „Roślin polskich”.

## Biologia

### Rozwój

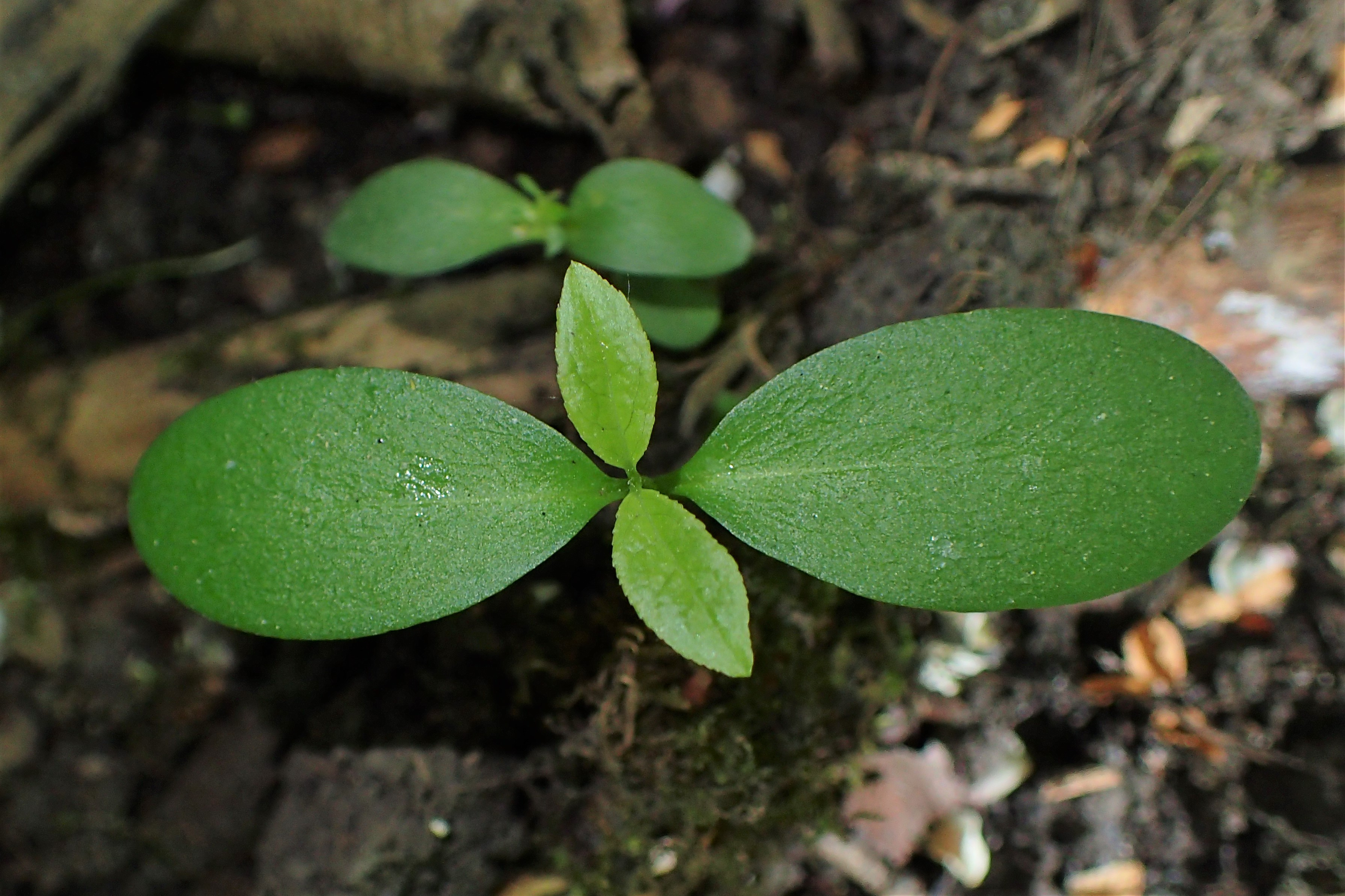
Siewka z liścieniami i pierwszą parą rozwijających się liści właściwych

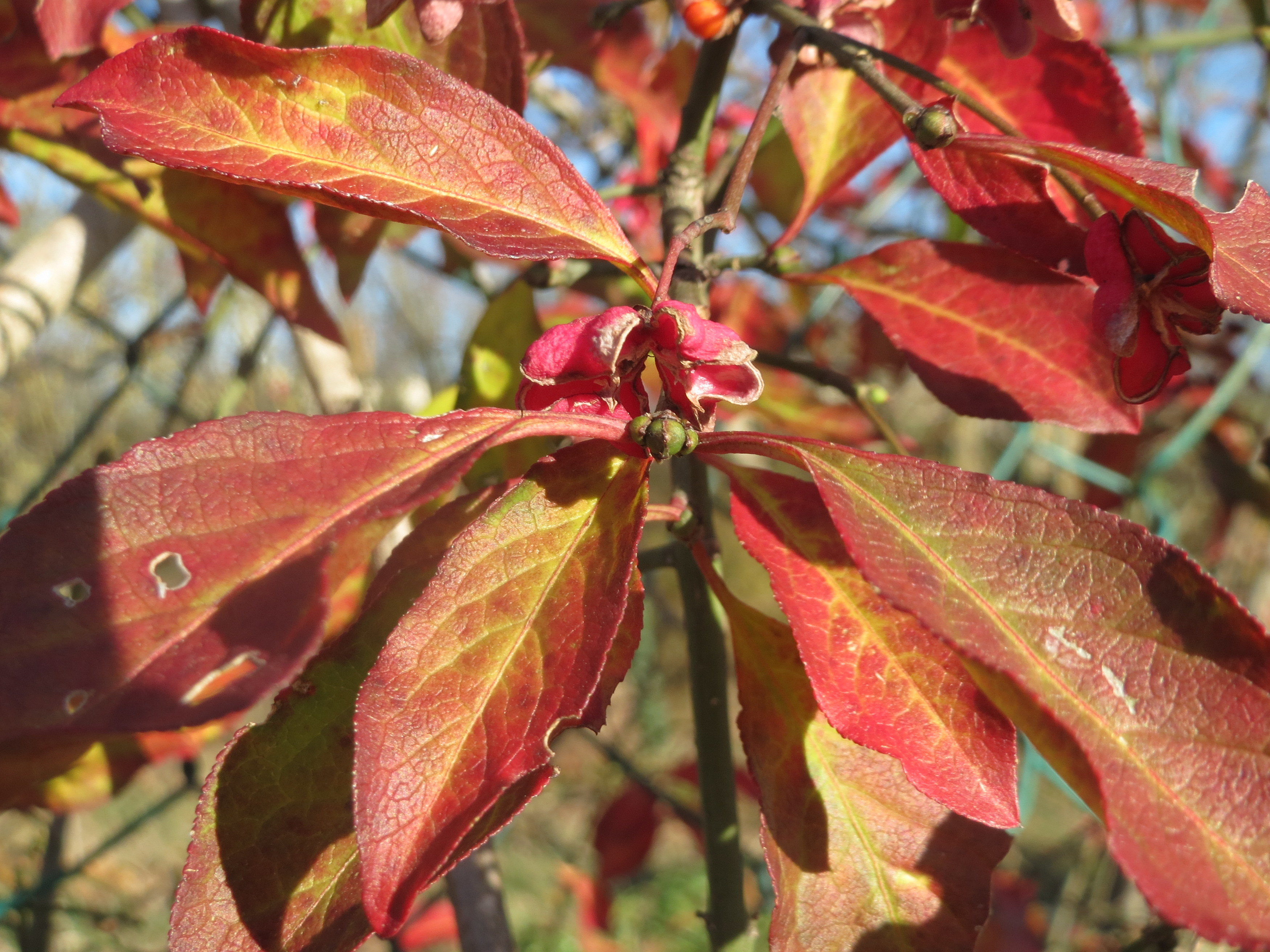
Liście trzmieliny pospolitej jesienią

Roślina wieloletnia, nanofanerofit. Po dwóch latach wzrostu młode rośliny przekraczają 0,5 m wysokości. Wzrost krzewów jest wolny – najwolniejszy wśród wszystkich krzewów rodzimych dla Europy północno-zachodniej. Na tempo wzrostu młodych roślin istotny wpływ mają warunki siedliskowe. Młode rośliny w warunkach niezbyt korzystnych (np. silnego zacienienia), często przez wiele lat, rosną w formie ścielących i zakorzeniających się rozłogów. W odpowiednich warunkach mają jednak pędy prosto wzniesione i wąski pokrój. W wieku 9–10 lat rośliny osiągać mogą ponad 2,5 m do 3,5 m wysokości i średnicę pnia 26 mm, w wieku 13–14 lat osiągają ponad 3,5 m wysokości i ok. 38 mm średnicy pnia. Maksymalne rozmiary (tj. ok. 6 m wysokości i 4 m szerokości) okazy tego gatunku osiągają ok. 20 roku życia, dożywają ok. 50–60 lat.
Pąki liściowe otwierają się od marca do kwietnia na obszarach o klimacie łagodnym i ciepłym oraz od kwietnia do maja w klimacie bardziej kontynentalnym. Pojedyncze liście rozwijają się do lipca. Jesienią liście przebarwiają się na czerwono i opadają w okresie od połowy października do początków listopada. 
KwitnienieW uprawie rośliny zaczynają kwitnąć w wieku 4–5 lat. Pąki kwiatowe tworzą się w ciągu lata i jesieni, po czym rozwijają się w kolejnym roku od połowy kwietnia do czerwca, ze szczytem kwitnienia w maju i czerwcu. Kwiaty obfitują w nektar stanowiący istotne źródło pożywienia dla zapylających je muchówek, w mniejszym stopniu dla niektórych drobnych błonkoskrzydłych, w tym mrówek. Ze względu na wydzielanie nektaru, niektóre źródła opisują gatunek jako nektarodajny i pożyteczny dla pszczół, ale pszczoły z niego nie korzystają – kwiaty zaliczane są do „muszych”. Kwiaty obupłciowe są przedprątne, bez zapachu.
OwocowanieOwocowanie następuje corocznie i mimo jego zróżnicowanej intensywności, nie stwierdzono występowania lat nasiennych. Owoce dojrzewają od końca października do grudnia. Rośliny o kwiatach żeńskich zawiązują więcej owoców i nasion niżeli te o kwiatach obupłciowych (w tych pierwszych jest średnio 2,86 nasion w owocu, w tych drugich – 1,33). Teoretycznie w jednym owocu mogłoby powstać nawet 8 nasion (w czterech komorach rozwijają się po dwa zalążki), ale w praktyce nie bywa ich więcej niż 5.
RozsiewanieNasiona rozsiewane są głównie przez ptaki, które wabi jaskrawo zabarwiona osnówka, wyróżniająca się wysoką zawartością karotenoidów (2 mg L−1). Osnówka jest bogata także w lipidy stanowiące 36–54% jej suchej masy, średnio zasobna w białka (do 10%) i stosunkowo uboga w węglowodany (ok. 9%). Gatunkiem, który najczęściej żywi się nasionami trzmieliny (zwłaszcza zimą) jest rudzik Erithacus rubecula, nieco rzadziej na nasionach żeruje kos Turdus merula, kapturka Sylvia atricapilla, drozd śpiewak Turdus philomelos oraz sikory Paridae. Według niektórych autorów ptaki żywiące się nasionami trawią tylko osnówkę, a nasiono przechodzić ma przez przewód pokarmowy nienaruszone, przez co ptaki wskazywane są jako przyczyna rozprzestrzeniania nasion na znaczne czasem odległości. Obserwacje ptaków żerujących i analizy odchodów jednak tego nie potwierdzają – ptaki obdziobują samą osnówkę z nasion pozostających w owocach, czasem przenoszą je tylko na niewielkie odległości i obdziobują w pewnym oddaleniu od rośliny owocującej. Nasiona, które zostają na roślinach są zwiewane przez zimowe wiatry lub zrzucane wraz z owocami po ich wyschnięciu.
Rozmnażanie wegetatywnePoza rozmnażaniem za pomocą nasion, trzmielina pospolita rozmnaża się także wegetatywnie poprzez odrosty korzeniowe oraz zakorzenienie się pędów stykających się z glebą.
KiełkowanieNasiona kiełkują zwykle w drugim roku po opadnięciu, ale nie tworzą trwałego glebowego banku nasion. Według niektórych źródeł kiełkowanie następować ma co prawda dopiero po dłuższej przerwie spoczynkowej nasion trwającej 4–5 lat, w czasie której wymagają wielokrotnego przemrożenia, jest to uznawane za wątpliwe ze względu na budowę nasion (w tym cienką łupinę). Kiełkowanie następuje w drugiej połowie wiosny. Siewka ma nagi i drewniejący hipokotyl o długości 2,5–5 cm. Dwa liścienie osadzone są na krótkich, ok. 1 mm długości, ogonkach. Liścienie są nagie, eliptyczne, o długości od 12 do 24 mm, o zaokrąglonym wierzchołku i zaokrąglono-zbiegającej nasadzie. Epikotyl osiąga 7–13 mm długości i jest nagi. Kolejne liście wyrastają naprzeciwlegle, na ogonkach długości do 2 mm i o blaszkach  do 2 cm długości z gruczołkami na brzegu.

### Anatomia
Zagęszczenie aparatów szparkowych wynosi na dolnej stronie blaszki średnio 254 mm−2 (w zakresie od 145 do 340) oraz 0–1 mm−2 na górnej stronie.
Drewno jest pozbawione rdzenia, jasne, białawe lub żółtawe i twarde. Jego gęstość wynosi 0,56 ± 0,03 g cm−3. Podobnie jak u innych trzmielin drewno cechuje się wyraźnymi pierścieniami przyrostów rocznych, bardzo drobnymi porami (jest ich ponad 500 na mm−2), promienie drzewne są jednorzędowe.

### Chromosomy
Liczba chromosomów wynosi 2n = 32 i 64 (podobnie jak u innych dławiszowatych częsta jest poliploidia).

### Fitochemia
Związki czynneTrzmielina zawiera około 10 alkaloidów obecnych we wszystkich częściach rośliny. Należą tu alkaloidy estrowe: ewonina, ewozyna, ewolina i eurolina, alkaloidy peptydowe (frangulanina) oraz alkaloidy izocholinowe (armepewina). Obecne są także azotowe poliestry seskwiterpenowe. W nasionach stwierdzono glikozydy kardenolidowe (ewonozyd, ewobiozyd, ewomonozyd, ewonolozyd, glukoewonolozyd). Olej w nasionach zawiera triacetynę (trójoctan glicerolu). Nasiona i osnówka zawierają białka inhibujące syntezę białek.
Właściwości toksyczneWszystkie części rośliny są trujące dla ludzi, przy czym złożony kliniczny obraz zatrucia wskazuje na działanie zespołu związków aktywnych o wielokierunkowym działaniu na organizm. Pojawianie się objawów po 8–16 godzinach od przyjęcia toksyn wskazuje na to, że co najmniej jedna z toksyn jest trucizną komórkową (mającą cytologiczny punkt uchwytu). Do zatrucia dochodzi zwykle w wyniku spożycia owoców (narażone są zwłaszcza dzieci kuszone przez jaskrawe, pomarańczowe osnówki otaczające nasiona), ale też czasem przez drogi oddechowe w wyniku wdychania pyłu z drewna. Uszkodzenia w przypadku spożycia są wielonarządowe, mają ciężki przebieg i często kończą się śmiercią. Za dawkę śmiertelną w przypadku osób dorosłych uznaje się ok. 30–35 owoców, a w przypadku dzieci nawet kilka owoców. Pierwsze objawy zatrucia to gwałtowne wymioty, skurczowe bóle brzucha, śluzowo-wodniste lub krwawe stolce. Następnie pojawiają się: podwyższona temperatura ciała, zaburzenia krążenia, dychawica, oszołomienie, omdlenia, senność na zmianę z pobudzeniem ruchowym. Źrenice są średnio szerokie i leniwie reagujące. Występują znaczne zmiany w obrazie morfologicznym krwi i objawy podrażnienia nerek. U małych dzieci (od 2 do 7 lat) udokumentowano także występowanie silnych drgawek ze szczękościskiem, śpiączkę, brak reakcji źrenic na światło. Choroba spowodowana zatruciem trwa kilka dni, po czym następuje wyzdrowienie. W przypadku wchłonięcia znacznej dawki toksyn następuje zgon. Zatrucie wdychanym pyłem z drewna objawia się nudnością i wymiotami. Poza toksynami działanie drażniące przewodu pokarmowego mogą powodować związki żywicowate.
Trzmielina pospolita w przypadku spożycia powoduje także zatrucia zwierząt domowych – owiec, kóz i koni, mniej wrażliwe jest zaś bydło. Zatrucia u zwierząt objawiają się gwałtownymi wymiotami i biegunką, w ciężkich przypadkach dodatkowo objawami są drgawki i osowiałość, a w najcięższych może dojść do śmierci zwierzęcia.

## Ekologia

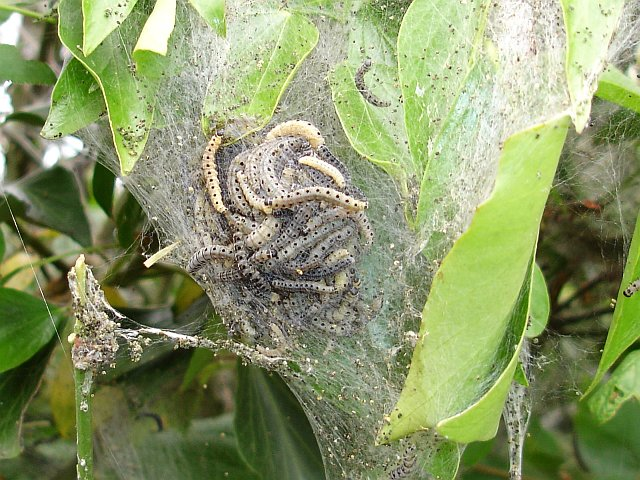
Larwy namiotówki trzmielinówki na trzmielinie

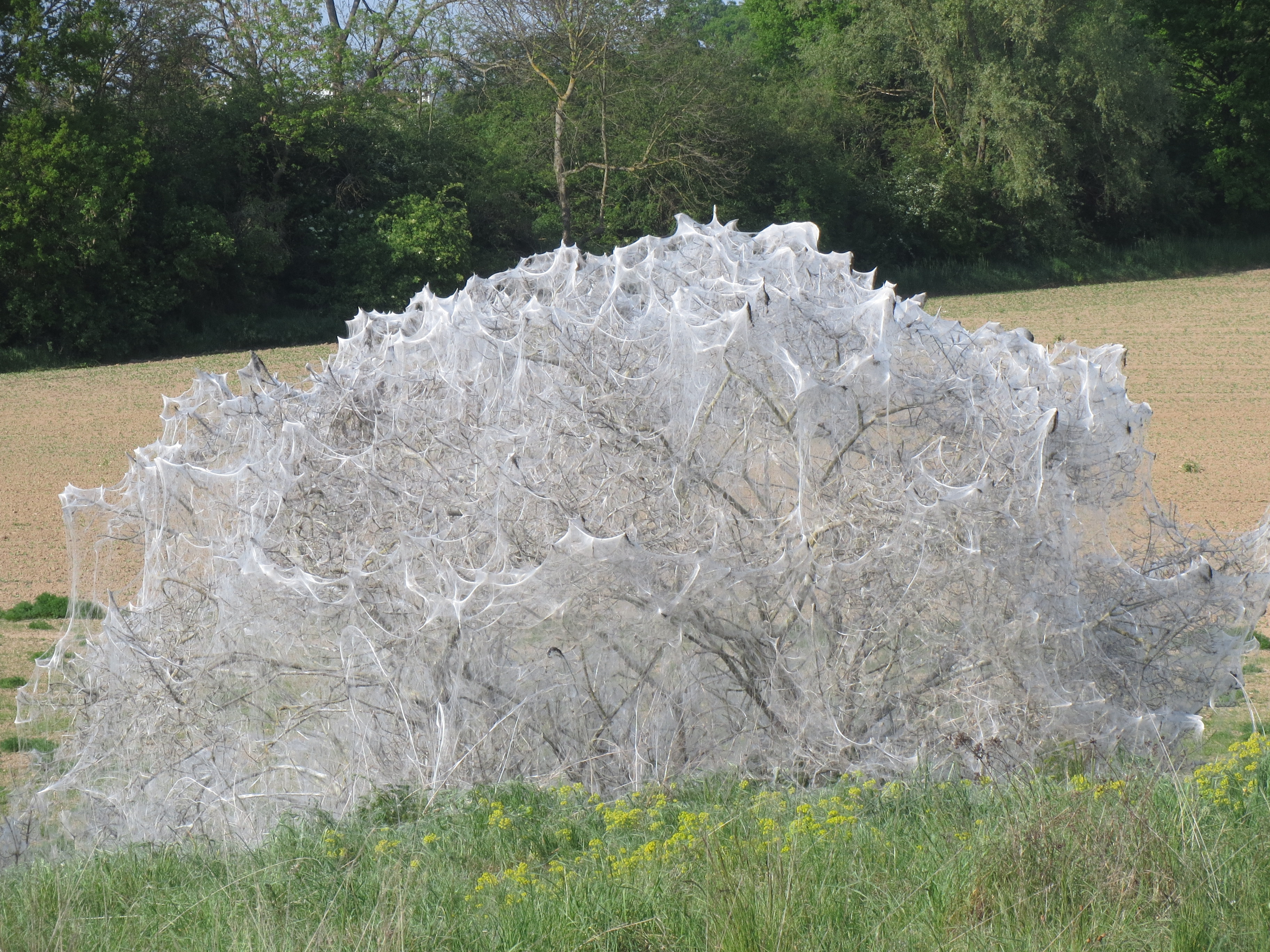
Trzmielina w oplocie larw namiotówki trzmielinówki

### Siedlisko
Gatunek cienioznośny, jednak zwykle rośnie na skrajach lasów, w lasach widnych i w zaroślach. Rzadziej rozwija się w miejscach otwartych, w zbiorowiskach trawiastych, na wydmach, najczęściej dopiero po wkroczeniu innych gatunków pionierskich drzew i krzewów. Na jego występowanie istotny wpływ ma skuteczność rozprzestrzeniania nasion przez gryzonie i ptaki, w efekcie częściej rośnie w kompleksach leśnych i powiązanych przestrzennie z nimi pasmach zadrzewień i zarośli, niżeli w izolowanych zadrzewieniach i zaroślach. Aktywność zwierząt rozprzestrzeniających nasiona tłumaczy też większą częstość występowania tego gatunku na skrajach lasu, niż w jego wnętrzu. Okazy rosnące w cieniu mają bardzo luźny pokrój. Ze względu na wymagania wilgotnościowe trzmielina często rośnie w dolinach rzek i strumieni.
Kolonizuje miejsca otwarte po ustaniu presji roślinożerców (np. zarejestrowano sukcesję trzmieliny na murawach po wybuchu epidemii myksomatozy wśród królików). Rozwój zarośli trzmieliny nie przyśpiesza wkraczania kolejnych gatunków drzew i krzewów – siewki innych gatunków pojawiają się pod trzmielinami bardzo rzadko (podobnie jak pod tarniną i w przeciwieństwie do głogów).
Najlepiej rośnie na glebach zasadowych, zasobnych w węglan wapnia, np. na glinach zwałowych, także na przepuszczalnych glebach powstających na skałach wapiennych. Występuje jednak także na glebach piaszczystych i kwaśnych. Źle znosi obecność soli, zarówno chlorku sodu, jak i chlorku wapnia. Jest natomiast w dużym stopniu mrozoodporna – w przypadku korzeni toleruje spadki temperatury do -34 °C, a pędów nadziemnych – co najmniej do -54 °C (najniższa testowana temperatura). Gatunek jest bardzo cienioznośny, jednak silnie ograniczony dostęp światła słonecznego bardzo ogranicza wzrost roślin. Nie znosi stagnowania wód i gleb zabagnionych.
Rozkład opadłych liści trzmieliny dokonywany przez mikroorganizmy i bezkręgowce opisywany jest jako względnie szybki – ponad połowa ich masy ubywa po 8 tygodniach, a niemal całkowity rozkład następuje po 20 tygodniach.

### Fitosocjologia i interakcje międzygatunkowe

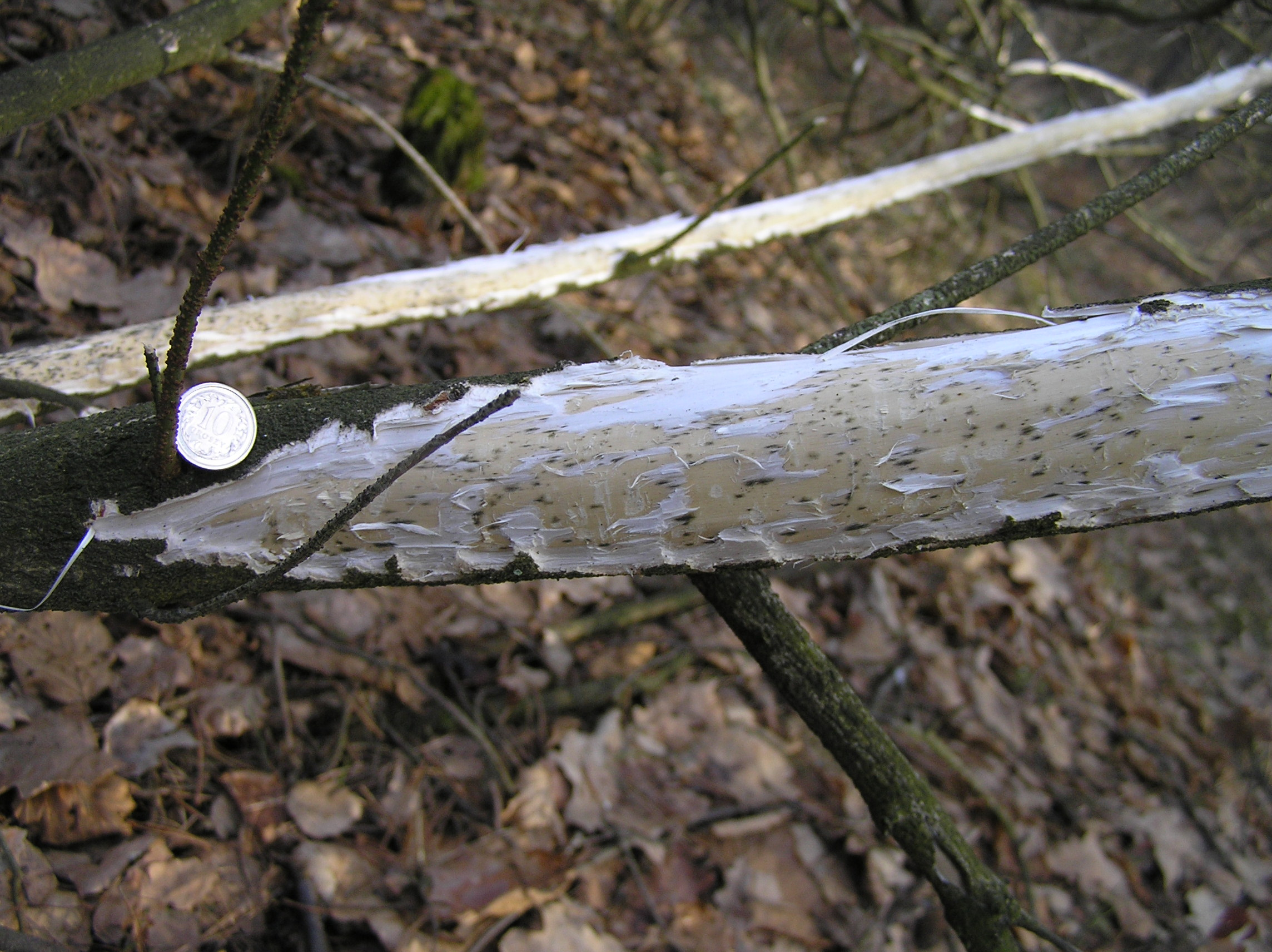
Pęd trzmieliny obgryziony zimą przez króliki

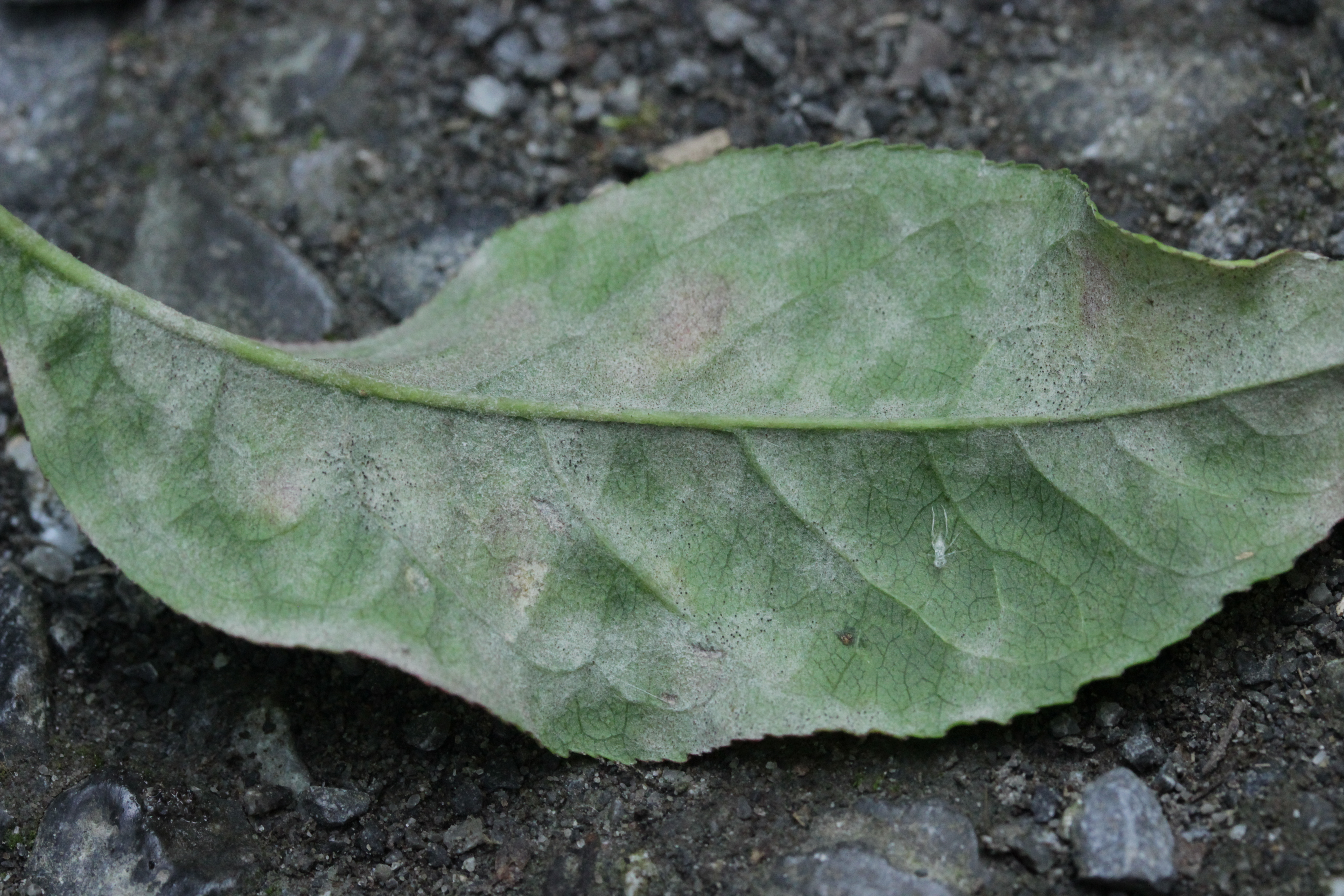
Liść trzmieliny porażony mączniakiem Erysiphe euonymi

W Europie Środkowej gatunek uznawany jest za gatunek charakterystyczny dla klasy zespołów eutroficznych i mezotroficznych lasów liściastych Querco-Fagetea oraz zarośli Rhamno-Prunetea. Rośnie w lasach grądowych, w buczynach, w żyznych łęgach jesionowych i w zespole Pruno-Fraxinetum, w zaroślach głogowych i Crataego-Betuletum. W górach środkowoeuropejskich spotykany w nitrofilnym zespole okrajkowym Geranio phaei-Urticetum dioicae. W basenie Morza Czarnego rośnie w zespole Pterocaryo pterocarpae-Fraxinetum angustifoliae, a w basenie Morza Śródziemnego w mieszanych lasach dębowych.
Trzmielina pospolita jest dość odporna na żerowanie ssaków, przy czym nie stanowią one dla niej dużego zagrożenia. Sarna i jeleń zgryzają trzmielinę, ale jej nie preferują. Wielkiej szkody nie czyni też zwykle trzmielinie żerowanie królików, aczkolwiek mogą one znacząco zgryzać korę w okresie zimowym. Bydło i konie według Krzysztofa Kluka iey nienawidzą. Liście zjadają owce i kozy, ale owoce są już i dla nich trujące. Osnówka otaczająca nasiona uznawana jest generalnie za trującą dla ssaków, ale owocami żywią się gryzonie, przy czym odnotowano, że po spożyciu osnówki pozostawiają pozostałą część nasiona. Podobnie nasion nie spożywają ptaki, dla których są one toksyczne, ograniczając się do oskubywania ich z osnówki. Wyjątek stanowi grubodziób zwyczajny, który zjada całe nasiona, jednak z owoców niedojrzałych. Krzew uznawany jest za istotny dla ptaków nie tylko jako roślina pokarmowa, ale także dający schronienie, w tym stanowiący miejsce gniazdowania.
Mimo chemicznej obrony tkanek liście trzmieliny pospolitej należą do najintensywniej zjadanych przez bezkręgowce – tracą z ich powodu średnio aż 25% aparatu asymilacyjnego, co jest wartością zbliżoną do typowych dla biomów podzwrotnikowych i rzadko występującą w lasach strefy umiarkowanej.
Gatunkiem obligatoryjnie związanym z trzmieliną pospolitą jest namiotnik trzmieliniaczek Yponomeuta cagnagella. Żerowanie tego gatunku może ogołocić zupełnie krzew z liści, co skutkować może ponownym rozwojem liści w ciągu tego samego roku. Ściśle związane z trzmieliną w stadium larw są także takie gatunki jak: plamiec trzmieliniak Ligdia adustata, Nephopterix angustella, Yponomeuta irrorella, Yponomeuta plumbella, Ypsolopha mucronella. Na trzmielinie rozwija się mszyca burakowa, zwana też trzmielinowo-burakową, Aphis fabae, przy czym nie powoduje istotnej szkody krzewom (powoduje jednak szkody w uprawach warzyw, jeśli znajdują się w pobliżu). Mszyce te zimują na trzmielinie. Podobnie do zimowania wykorzystuje ten gatunek mszyca brzoskwiniowa Myzus persicae. Inne gatunki owadów żerujące na tym gatunku to m.in.: Thrips brevicornis, obłazik podkorowy Aneurus avenius, Unaspis euonymi, sadzanka rumienica Phragmatobia fuliginosa, plamiec agreściak Abraxas grossulariata, barczatka puchowica Eriogaster lanestris, modraszek wieszczek Celastrina argiolus, Nephopterix angustella, zmierzchnica trupia główka Acherontia atropos, Otiorhynchus rugosostriatus. 
Trzmielina pospolita cechuje się też dużym zróżnicowaniem (w porównaniu do innych drzew i krzewów) owadów drapieżnych (zarówno larw jak i stadiów dorosłych) – biedronkowatych i skorkowatych.
Często na liściach trzmieliny pospolitej bytują dwa gatunki szpecieli – Eriophyes convolvens i Cecidophyes psilonotus. Pierwszy powoduje ciasne zwijanie brzegów liści w formie zielonych i czerwonych galasów, czasem też tworzących się na środkowej wiązce przewodzącej liścia. Drugi indukuje na dolnej stronie liścia wzrost wyrośli w formie włosków, wśród których rozwijają się jego larwy. Z trzmieliną związany jest też roztocz Stenacis euonymi.
Roślina jest gospodarzem dla wirusów wywołujących: mozaikę ogórka (cucumber mosaic virus, CMV), pierścieniową plamistość truskawki (strawberry latent ringspot virus, SLRSV) i liściozwój czereśni (cherry leaf roll virus, CLRV).
Z grzybami trzmielina pospolita tworzy mykoryzę arbuskularną.
Na żywych lub zamierających pędach rozwijają się takie gatunki grzybów jak: płomiennica zimowa Flammulina velutipes, uszak bzowy Auricularia auricula-judae, czyrenica porzeczkowa Phylloporia ribis, Ascochyta euonymella, Diaporthe circumscripta, Antrodia albida. Na liściach rozwijają się z rdzowców – Melampsora epitea var. epitea, z mączniakowatych – Erysiphe euonymi, z rzędu Capnodiales – Cercosporella euonymi, z Botryosphaeriales – Phyllosticta euonymi, z grzybów niedoskonałych – Septogloeum carthusianum.

## Systematyka i zmienność
Gatunek został wyznaczony jako typowy dla rodzaju trzmielina Euonymus. Zaliczany jest do jednej z pięciu tradycyjnie wyróżnianych na podstawie kryteriów morfologicznych sekcji  w obrębie rodzaju – Euonymus. Sekcja ta okazała się być sztuczna, zagnieżdżone w niej są gatunki z sekcji Illicifolia i Kalonymus, a także gatunki z wyodrębnianego tradycyjnie rodzaju Glyptopetalum. W obrębie tej zróżnicowanej grupy E. europaeus stanowi takson bazalny dla kladu obejmującego gatunki: E. maackii, E. hamiltonianus, E. phellomana, E. semenovii.
W obrębie gatunku wyróżnianych jest kilka form, czasem odmian, aczkolwiek ich ranga jest kwestionowana.
- f. europaeus – występuje w Europie Zachodniej; wyróżnia się niewielkimi i wąskimi liśćmi – osiągającymi 3–6 cm długości i 1,5–2 cm szerokości[5];
- f. intermedius (Gaudin) Borza – występuje w Europie Środkowej; ma liście osiągające 6–13 cm długości i 2–4 cm szerokości[5];
- f. leucocarpus (DC.) Hegi – rośliny o białych torebkach (z pomarańczowymi osnówkami na nasionach)[5].

## Znaczenie użytkowe

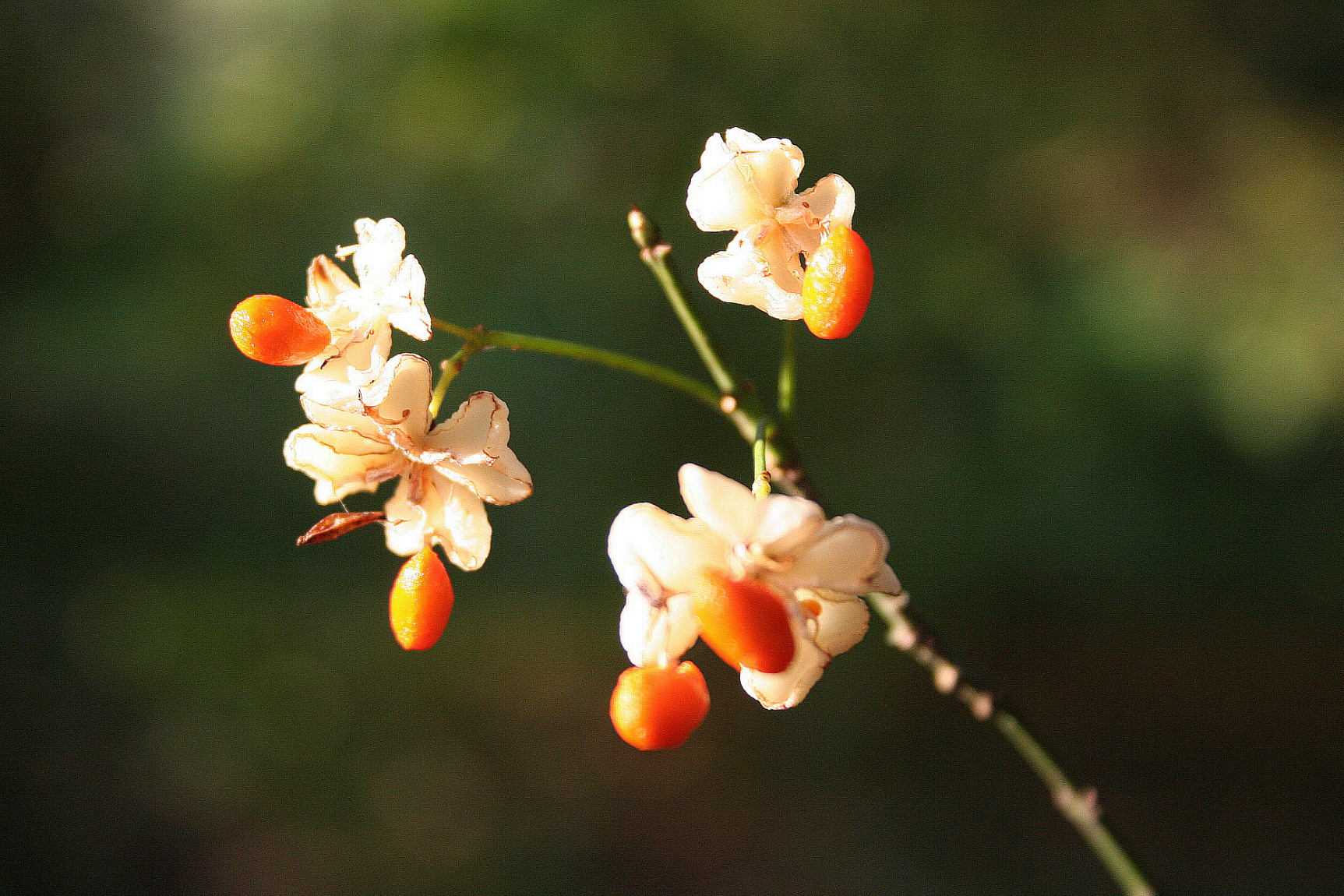
Trzmielina pospolita o białych torebkach

### Roślina ozdobna
Trzmielina europejska bywa uprawiana jako krzew ozdobny, przy czym głównym jej walorem są jaskrawo zabarwione w okresie jesiennym owoce i liście. Zalecana jest do nasadzeń krajobrazowych, przydrożnych i osiedlowych. Zaliczana jest do krzewów dobrze znoszących warunki miejskie i terenów przemysłowych. Sadzona jest jednak w Polsce niezbyt często, rzadko spotykane w uprawie są też jej odmiany ozdobne. Mimo że określana jest mianem „jednego z najpiękniejszych krzewów krajowych w czasie owocowania”, jest niedoceniana i rzadko sadzona. Ustępuje popularnością w uprawie innym gatunkom trzmielin. 
- 'Albus' – odmiana białoowocowa – owoce białe, osnówki żółtawobiałe;
- 'Argenteovariegatus' – odm. białopstra – liście biało upstrzone;
- 'Atropurpureus' – odm. ciemnopurpurowa – owoce ciemnoczerwone, liście węższe i purpurowo nabiegłe[12];
- 'Brilliant' – pokrój kolumnowy[15];
- 'Macrophyllus' – odm. wielkolistna – liście i owoce większe niż u typu;
- 'Microphyllus' – odm. drobnolistna – liście drobne (do 3 cm długości), zaokrąglone na wierzchołku;
- 'Pumilus' – odm. niska – pokrój zwarty i niski, liście drobne (do 3 cm długości);
- 'Red Cascade' – odm. Czerwona Kaskada – wysoki, obficie owocujący krzew o przewisających pędach[12];
- 'Scarlet Wonder' – owoce różowoczerwone[15].

Jako ozdoby wykorzystywane do wyrobu korali i różańców były owoce i nasiona trzmieliny pospolitej.

### Krzew gutaperkowy
Kora korzeni, w mniejszym stopniu pędów nadziemnych, zawiera gutę – polimer składający się z reszt C5, który zmieszany z alkoholowymi pochodnymi triterpenów daje gutaperkę. Surowiec ten był pozyskiwany z trzmieliny europejskiej głównie w krajach Związku Radzieckiego. W Polsce trzmielina w tym celu nie była wykorzystywana, aczkolwiek na początku lat 50. XX wieku przeprowadzono wstępne badania w tym zakresie obejmujące m.in. inwentaryzację zasobów trzmieliny w lasach, badania zawartości guty na tle obszarów występowania i warunków siedliskowych trzmieliny.  
Zawartość guty w korze korzeni trzmieliny pospolitej jest mniejsza niż w przypadku trzmieliny brodawkowatej – wynosi 6–7% (badania z Polski wskazywały na średnio 5%), rzadko do kilkunastu % (w tej drugiej wynosi średnio 10%), jednak ze względu na większą ilość surowca plon kory z jednego ha plantacji wynosi 24,2 do 33,3 ton, podczas gdy w przypadku trzmieliny brodawkowatej 4,5–6,3 tony. W dodatku surowiec może być pozyskiwany z roślin w wieku 10–15 lat, podczas gdy w przypadku trzmieliny brodawkowatej w wieku ok. 20 lat. Wadą trzmieliny pospolitej względem brodawkowatej są jej większe wymagania w zakresie żyzności i wilgotności gleby.
Trzmielina pospolita uprawiana była (często poza swym naturalnym zasięgiem) głównie na plantacjach, poza tym w lasach. Przy uprawie w warunkach leśnych optymalne zwarcie dla rozwoju trzmieliny wynosi 0,6. Przy większym lub mniejszym zwarciu rozwój trzmieliny, w tym zwłaszcza korzeni stanowiących surowiec użytkowy, był słabszy. W uprawie plantacyjnej konieczne było stosowanie osłon.

### Roślina lecznicza
HistoriaRoślina wykorzystywana była w europejskiej medycynie tradycyjnej. Stosowano liście, korę i nasiona jako środek przeczyszczający.
Sproszkowane liście i nasiona używane były do posypywania dzieci i zwierząt dla pozbycia się z nich wszy, czasem stosowano utłuczone okrywy owoców zmieszane z mąką, ewentualnie w tym celu stosowano maść z masła i sproszkowanych owoców i nasion. Olej z nasion stosowano do przyśpieszania gojenia ran oraz jako środka odkażającego i owadobójczego. Roślina stosowana była także do leczenia chorób wątroby i dróg żółciowych. Współcześnie ze względu na liczne substancje biologicznie czynne roślina uważana jest za istotną i perspektywiczną dla medycyny i weterynarii.
Surowiec zielarskiOwoc trzmieliny Fructus Euonymi (też: Fructus Evonymi).

### Roślina olejodajna
Z nasion trzmieliny pozyskiwano olej wykorzystywany w lecznictwie tradycyjnym oraz do oświetlania w lampach olejowych.

### Roślina barwierska
Odwar z torebek owocowych po nasyceniu ałunem stosowano do barwienia na kolor siarkowożółty. Niedojrzałe nasiona gotowane z ługiem stosowano do barwienia włosów na blond. Barwnik wyrabiano także z suszonych, sproszkowanych, czerwonopomarańczowych osnówek.

### Surowiec drzewny
Drewno trzmieliny zwyczajnej jest mocne, gęstosłoiste i nie pęka. Używane było do obróbki tokarskiej i snycerskiej, wyrabiano z niego np.: wrzeciona, klawisze, ćwieki, guziki, gwinty, kołowrotki, druty do robótek, kropidła kościelne, piszczałki, smyczki, wykałaczki i figury szachowe. Ze względu na odporność drewna na wysokie temperatury wykonywano z niego także fajki. Wytwarzany z drewna trzmieliny węgiel drzewny jest bardzo miękki o równomiernym stopniu twardości, przez co ceniony jest jako węgiel rysunkowy. Wykorzystywany był także do wyrobu prochu.

### Nasadzenia biotechniczne
Ze względu na gęsty i rozłożysty system korzeniowy oraz tworzenie odrostów korzeniowych trzmielina bywa wykorzystywana do obsadzania stromych stoków, w celu ochrony przeciwerozyjnej.

### Znaczenie w rolnictwie
Trzmielina jest rośliną pokarmową mszycy burakowej, zwanej też trzmielinowo-burakową, Aphis fabae, przez co, zwłaszcza w przeszłości była zwalczana w rejonie upraw buraków i innych warzyw. Nie zaleca się jej sadzenia w pobliżu takich upraw.

### Inne zastosowania
- Proszek z suszonych owoców działa owadobójczo[16].
- Wywar z trzmieliny wykorzystywany jest do ochrony koni przed muchówkami[5].
- W ogrodnictwie trzmielinę pospolitą wykorzystuje się w roli podkładek do szczepienia innych gatunków trzmielin i odmian uprawnych[40].

## Uprawa
Wymagania siedliskoweTrzmielina pospolita najlepiej rośnie na glebach żyznych, lekkich, przewiewnych, zasobnych w próchnicę i wilgotnych, aczkolwiek nie nadmiernie (nie znosi miejsc zabagnionych). Na słabszych glebach rośliny wymagają nawożenia. Krzewy tego gatunku bardzo źle znoszą przesadzanie.
RozmnażanieW przypadku siewu zaleca się pozyskanie nasion w pierwszej połowie września i natychmiastowe ich wysianie lub zadołowanie. Pozwala to na uzyskanie siewek już pierwszej wiosny. Warto przed tym usunąć osnówki z nasion – ich zachowanie osłabia kiełkowanie. Nasiona są bardzo wrażliwe na wysychanie. W przypadku siewu wiosennego, konieczna jest stratyfikacja nasion. Spoczynek nasion może być przerwany poprzez ich ekspozycję w warunkach dużej wilgotności przez 8–12 tygodni na temperaturę 10–20 °C, a następnie (wciąż przy dużej wilgotności) na 16–28 tygodni niskich temperatur (0–5 °C). Małe ilości nasion wysiewa się w zimnych inspektach, przy większych ilościach stosuje się 3 kg nasion na 1 ar. Nasiona przykrywa się warstwą gleby głębokości 1–3 cm i okrywa gałęziami. Po pojawieniu się wschodów gałęzie się usuwa.
PrzycinanieW razie potrzeby rekomenduje się jego wykonanie w końcu zimy, przed rozpoczęciem wzrostu. Wycina się zwykle gałęzie zamierające, uszkodzone i zbyt gęsto rosnące.